# 221e division d'infanterie (Allemagne)
Pour les articles homonymes, voir 221e division.
La  221e division d'infanterie (en allemand : 221. Infanterie-Division ou 221. ID) est une des divisions d'infanterie de l'armée allemande (Wehrmacht) durant la Seconde Guerre mondiale.

## Historique
La 221. Infanterie-Division est formée le 26 août 1939 à Breslau dans le Wehrkreis VIII avec du personnel de la Landwehr en tant qu'élément de la 3. Welle (3e vague de mobilisation).
Elle sert en Pologne en tant que réserve de l'Heeresgruppe Süd, puis combat en 1940 le long de la ligne Maginot avec la 7. Armee.
Elle est utilisée pour former les 221. Sicherungs-Division, 444. Sicherungs-Division et 454. Sicherungs-Division en mars 1941.

## Organisation

### Commandants
| Date                              | Grade           | Commandant       |
| --------------------------------- | --------------- | ---------------- |
| 1er septembre 1939 - 15 mars 1941 | Generalleutnant | Johann Pflugbeil |

| Date                             | Grade           | Commandant                 |
| -------------------------------- | --------------- | -------------------------- |
| 15 mars 1941 - 5 juillet 1942    | Generalleutnant | Johann Pflugbeil           |
| 5 juillet 1942 - 1er août 1943   | Generalleutnant | Hubert Lendle              |
| 1er août 1943 - 5 septembre 1943 | Generalmajor    | Karl Böttger               |
| 5 septembre 1943 - mars 1944     | Generalleutnant | Hubert Lendle              |
| mars 1944 - juillet 1944         | Generalleutnant | Bogislav von Schwerin (nl) |

### Officiers d'opérations (Generalstabsoffiziere (Ia))
| Date                               | Grade               | Commandant              |
| ---------------------------------- | ------------------- | ----------------------- |
| 1er septembre 1939 - Décembre 1939 | Hauptmann i.G.      | Gerhard Michael         |
| Janvier 1940 - Juillet 1940        | Major i.G.          | Hans-Ulrich von Oertzen |
| Août 1940 - Mars 1941              | Oberstleutnant i.G. | Heinrich von Bünau      |

| Date                             | Grade          | Commandant               |
| -------------------------------- | -------------- | ------------------------ |
| 1er avril 1941 - 4 novembre 1941 | Hauptmann      | Karl Hübner              |
| Février 1942 - Juin 1942         | Major          | Richard Benke            |
| Juillet 1942 - Septembre 1943    | Oberstleutnant | Helmuth Kreidel          |
| 10 décembre 1943 - ?             | Major          | Fürst zu Castell-Castell |

## Théâtres d'opérations
- Pologne : Septembre 1939 - Mai 1940
  - 1er septembre au 6 octobre 1939 : Campagne de Pologne
- Allemagne : Mai 1940 - Mars 1941

## Ordres de bataille
- Infanterie-Regiment 350
- Infanterie-Regiment 360
- Infanterie-Regiment 375
- Artillerie-Regiment 221
  - I. Abteilung
  - II. Abteilung
  - III. Abteilung
  - IV. Abteilung
- Pionier-Bataillon 221
- Feldersatz-Bataillon 221
- Panzerabwehr-Abteilung 221
- Aufklärungs-Abteilung 221
- Infanterie-Divisions-Nachrichten-Abteilung 221
- Infanterie-Divisions-Nachschubtruppen 221